# Liberdade religiosa na Mauritânia
A liberdade de religião é limitada pelo governo da Mauritânia; o país tem uma constituição que o estabelece como república islâmica, e decreta o islamismo como religião de seus cidadãos e do Estado.
Cidadãos de outros países que vivem na Mauritânia e o reduzido grupo de cidadãos não-muçulmanos pratica suas religiões abertamente, embora com certas limitações no que diz respeito ao proselitismo e à transmissão de materiais religiosos. As relações entre estas comunidades e a comunidade majoritária muçulmana costumam ser amigáveis.

## Demografia religiosa
O país tem uma área total de 1.030.400 km², e uma população de aproximadamente 2,5 milhões de habitantes, a maioria absoluta de  muçulmanos sunitas praticantes. 
Existe um pequeno número de praticantes de outras religiões; igrejas católicas e de outras denominações cristãs foram estabelecidas em Nouakchott, Atar, Zouerate, Nouadhibou e Rosso. Um número reduzido de expatriados pratica o judaísmo, porém não existem sinagogas no país.
Diversas organizações não-governamentais estrangeiras ligadas a entidades religiosas realizam trabalho humanitário e obras de desenvolvimento no país.

## Liberdade religiosa
O islamismo é considerado geralmente como o elemento coesivo essencial, responsável pela unificação dos diversos grupos étnicos e castas do país. Existe um Ministério da Cultura e Orientação Islâmica, além de um Alto Conselho do Islã, que consiste de seis imãs que, a pedido do governo, fornecem o seu parecer sobre a adequação da legislação aos preceitos da religião islâmica.
Mesquitas e escolas corânicas são patrocinadas de maneira privada, por seus membros e outros doadores. Uma notória exceção é o pequeno salário pago ao imã da Mesquita Central da capital, Nouakchott, que é pago pelo governo.
O governo não mantém registro dos grupos religiosos; no entanto, diversas organizações não-governamentais que trabalham no país precisam se registrar com o Ministério do Interior.
O poder judiciário consiste de um único sistema de tribunais, com um sistema legal que se conforma aos preceitos da xariá, a lei islâmica.
O governo observa os feriados muçulmanos como dias nacionais. Um magistrado da xariá, que encabeça uma comissão separada do governo, decide as datas nas quais os feriados religiosos serão observados, e faz um pronunciamento à nação nestas datas.
Nenhum juramento religioso é exigido dos funcionários do governo ou dos membros do partido político governista, com exceção do presidente e dos cinco membros de seu Conselho Constitucional e dos dez membros de seu Alto Conselho de Magistrados. Estas duas entidades auxiliam o presidente em assuntos que dizem respeito às leis e à constituição. O juramento do cargo inclui uma promessa dirigida a Deus, de manter a lei local de acordo com os preceitos islâmicos.

## Proselitismo
Embora não exista uma proibição legal específica contra o proselitismo praticado por não-muçulmanos, na prática o governo proíbe a prática pelo uso do Artigo 11 do Ato de Imprensa, que bane a publicação de qualquer material que seja considerado contra o islã, o contradiga ou ameace. O governo vê as tentativas feitas por praticantes de outras religiões de converter muçulmanas como subversivas à sociedade; organizações não-governamentais ligadas a entidades religiosas procuram limitar suas atividades à assistência econômica e humanitária.

### Posse e distribuição de Bíblias
Sob o Artigo 11 da Lei de Imprensa, o governo pode restringir a importação, a impressão ou a distribuição pública de Bíblias ou de qualquer outro tipo de literatura religiosa que não seja islâmica. Na prática, Bíblias não são nem impressas nem vendidas no país; no entanto, a posse destes materiais em ambientes privados é, teoricamente, legal.
A xariá fornece os princípios legais sobre os quais a lei e os procedimentos legais se baseiam. A Mauritânia segue a madhhab (escola) maliquita, que tem certas regras exclusivas a ela, e que a diferenciam das outras escolas.